# Голос країни (четвертий сезон)
Голос країни (четвертий сезон) — українське вокальне талант-шоу виробництва «1+1 Продакшн». Тренерами сезону були Святослав Вакарчук, Тамара Гвердцителі, Ані Лорак і Сергій Лазарєв. Прем'єра відбулася 2 березня 2014 року о 20:45 на телеканалі «1+1». Переможцем шоу став Ігор Грохоцький.

## Наосліп
| Випуск  | Тренери та їхні учасники                                                          | Тренери та їхні учасники                    | Тренери та їхні учасники                                             | Тренери та їхні учасники                                                             |
| Випуск  | Вакарчук                                                                          | Гвердцителі                                 | Ані Лорак                                                            | Лазарєв                                                                              |
| ------- | --------------------------------------------------------------------------------- | ------------------------------------------- | -------------------------------------------------------------------- | ------------------------------------------------------------------------------------ |
| 01      |                                                                                   | Ольга Жмуріна Анатолій і Юрій Дорошенко     | Марлен Карімов Асмік Широян Марія Горобцова Аліна Панькова           | Ольга Мельник Анна Корсун                                                            |
| 02      |                                                                                   | Петро Савицький Михайло Мирка Вагіф Нагієв  | Олександра Зарицька Андрій Подкалюк Владислав Воловіков Юлія Сіренко | Надія Хільська Лідія Скорубська Андрій Шамрай                                        |
| 03      | Василь Міщенко Ігор Грохоцький Брія Блессінг                                      | Вікторія Вєннікова Олена Толстоногова       | Мегі-Натіа Гогітідзе                                                 | Денис Скринніков та Микита Савенков Роман Голубєв Валерія Шевченко В'ячеслав Рибіков |
| 04      | Ксенія Лазарєва Ян Костирко Дарина Кирилко Мар'яна Чорна                          | Ольга (Ануш) Арутюнян Аняня Удогво          | Микита Алексєєв Єгор Шагаков                                         | Дмитро Гедрович Анна Зотьєва                                                         |
| 05      | Юліана Лавріна Діляра Кязімова                                                    | Владислав Дюрик Катерина Таірова Анна Скляр | Денис Потреваєв Галина Конах Ірина Хоменко                           | Ігор Скаржинець Ірина Островська                                                     |
| 06      | Валерія Поліщук Катерина Назименко Леонардо Ободоеке Янош Коломпар Юліана Мельник | Максим Лемберг Дмитро Єременко              |                                                                      | Анастасія Андрєєва                                                                   |
| Загалом | 14                                                                                | 14                                          | 14                                                                   | 14                                                                                   |

## Бої
| Випуск | №  | Учасники               | Учасники               | Учасники            | Учасники            | Пісня                      | Тренер             |
| ------ | -- | ---------------------- | ---------------------- | ------------------- | ------------------- | -------------------------- | ------------------ |
| 07     | 1  | Владислав Воловіков    | Владислав Воловіков    | Юлія Сіренко        | Юлія Сіренко        | Let it be                  | Ані Лорак          |
| 07     | 2  | Анна Корсун            | Анна Корсун            | Анастасія Андрєєва  | Анастасія Андрєєва  | Nobody's perfect           | Сергій Лазарєв     |
| 07     | 3  | Янош Коломпар          | Янош Коломпар          | Леонардо Ободоеке   | Леонардо Ободоеке   | Спи собі сама              | Святослав Вакарчук |
| 07     | 4  | Петро Савицький        | Петро Савицький        | Ольга Арутюнян      | Ольга Арутюнян      | Lane moje                  | Тамара Гвердцителі |
| 07     | 5  | Валерія Поліщук        | Валерія Поліщук        | Юліана Лавріна      | Юліана Лавріна      | Outta Love                 | Святослав Вакарчук |
| 07     | 6  | Марлен Карімов         | Марлен Карімов         | Аліна Панькова      | Аліна Панькова      | Desert rose                | Ані Лорак          |
| 07     | 7  | Катерина Таірова       | Катерина Таірова       | Ольга Жмуріна       | Ольга Жмуріна       | Memory                     | Тамара Гвердцителі |
| 07     | 8  | В'ячеслав Рибіков      | В'ячеслав Рибіков      | Ігор Скаржинець     | Ігор Скаржинець     | Diamonds                   | Сергій Лазарєв     |
| 07     | 9  | Вагіф Нагієв           | Вагіф Нагієв           | Анна Скляр          | Анна Скляр          | Show must go on            | Тамара Гвердцителі |
| 08     | 1  | Марія Горобцова        | Марія Горобцова        | Асмік Широян        | Асмік Широян        | Ой летіли дикі гуси        | Ані Лорак          |
| 08     | 2  | Максим Лемберг         | Максим Лемберг         | Дмитро Єременко     | Дмитро Єременко     | Paparazzi                  | Тамара Гвердцителі |
| 08     | 3  | Ян Костирко            | Ян Костирко            | Брія Блессінг       | Брія Блессінг       | Вальс                      | Святослав Вакарчук |
| 08     | 4  | Дмитро Гердович        | Дмитро Гердович        | Лідія Скорубська    | Лідія Скорубська    | I don't wanna miss a thing | Сергій Лазарєв     |
| 08     | 5  | Андрій Подкалюк        | Андрій Подкалюк        | Єгор Шагаков        | Єгор Шагаков        | Нестримна течія            | Ані Лорак          |
| 08     | 6  | Ксенія Лазарєва        | Ксенія Лазарєва        | Ігор Грохоцький     | Ігор Грохоцький     | Somebody I used to know    | Святослав Вакарчук |
| 08     | 7  | Мегі — Натіа Гогітідзе | Мегі — Натіа Гогітідзе | Галина Конах        | Галина Конах        | Georgia on my mind         | Ані Лорак          |
| 08     | 8  | Андрій Шамрай          | Андрій Шамрай          | Валерія Шевченко    | Валерія Шевченко    | Там нет меня               | Сергій Лазарєв     |
| 08     | 9  | Катерина Назименко     | Катерина Назименко     | Діляра Кязімова     | Діляра Кязімова     | Beggin                     | Святослав Вакарчук |
| 08     | 10 | Анатолій і Юрій        | Анатолій і Юрій        | Владислав Дюрик     | Владислав Дюрик     | Love you like a love song  | Тамара Гвердцителі |
| 09     | 1  | Ірина Островська       | Ірина Островська       | Денис та Микита     | Денис та Микита     | Whataya want from me       | Сергій Лазарєв     |
| 09     | 2  | Аняня Удогво           | Аняня Удогво           | Олена Толстоногова  | Олена Толстоногова  | Ой, ходить сон             | Тамара Гвердцителі |
| 09     | 3  | Микита Алексєєв        | Микита Алексєєв        | Денис Потреваєв     | Денис Потреваєв     | Love me again              | Ані Лорак          |
| 09     | 4  | Анна Зотьєва           | Анна Зотьєва           | Надія Хільська      | Надія Хільська      | Tell him                   | Сергій Лазарєв     |
| 09     | 5  | Вікторія Вєннікова     | Вікторія Вєннікова     | Михайло Мирка       | Михайло Мирка       | Вдоль по Питерской         | Тамара Гвердцителі |
| 09     | 6  | Ольга Мельник          | Ольга Мельник          | Роман Голубєв       | Роман Голубєв       | До свиданья, мама          | Сергій Лазарєв     |
| 09     | 7  | Василь Міщенко         | Василь Міщенко         | Юліана Мельник      | Юліана Мельник      | Unforgettable              | Святослав Вакарчук |
| 09     | 8  | Ірина Хоменко          | Ірина Хоменко          | Олександра Зарицька | Олександра Зарицька | Don't speak                | Ані Лорак          |
| 09     | 9  | Дарина Кирилко         | Дарина Кирилко         | Мар'яна Чорна       | Мар'яна Чорна       | Ой, у вишневому саду       | Святослав Вакарчук |

## Нокаути
| Випуск | № | Учасники            | Учасники               | Пісня                        | Пісня                          | Тренер             |
| ------ | - | ------------------- | ---------------------- | ---------------------------- | ------------------------------ | ------------------ |
| 10     | 1 | Олександра Зарицька | Марлен Карімов         | Something's got a hold on me | Balada                         | Ані Лорак          |
| 10     | 2 | Асмік Широян        | Мегі — Натіа Гогітідзе | I believe in love            | Kvavilebis kvekana             | Ані Лорак          |
| 10     | 1 | Михайло Мирка       | Петро Савицький        | Місяць на небі               | Я так хочу…                    | Тамара Гвердцителі |
| 10     | 2 | Янош Коломпар       | Ольга Жмуріна          | We Found Love                | Bring Me To Life               | Тамара Гвердцителі |
| 10     | 1 | Ольга Мельник       | Ірина Островська       | Мальви                       | Чекай                          | Сергій Лазарєв     |
| 10     | 2 | Юлія Сіренко        | Надія Хільська         | Hero                         | It's All Coming Back To Me Now | Сергій Лазарєв     |
| 10     | 1 | Василь Міщенко      | Юліана Лавріна         | Темная ночь                  | No Women no Cry                | Святослав Вакарчук |
| 10     | 2 | Брія Блессінг       | Леонардо Ободоеке      | My Immortal                  | Happy                          | Святослав Вакарчук |
| 11     | 1 | Діляра Кязімова     | Дарина Кирилко         | Someone Like Yo              | Hurt                           | Святослав Вакарчук |
| 11     | 2 | Олена Толстоногова  | Ігор Грохоцький        | Black Velvet                 | Тільки раз цвіте любов         | Святослав Вакарчук |
| 11     | 1 | В'ячеслав Рибіков   | Андрій Шамрай          | I                            | Luna tu                        | Сергій Лазарєв     |
| 11     | 2 | Анна Корсун         | Лідія Скорубська       | Zombie                       | Malade                         | Сергій Лазарєв     |
| 11     | 1 | Андрій Подкалюк     | Владислав Воловіков    | Feel                         | This Light Between Us          | Ані Лорак          |
| 11     | 2 | Микита Алексєєв     | Ігор Скаржинець        | Не питай                     | Туда                           | Ані Лорак          |
| 11     | 1 | Дмитро Єременко     | Владислав Дюрик        | Країна мрій                  | Rolling in the Dee             | Тамара Гвердцителі |
| 11     | 2 | Аняня Удогво        | Вагіф Нагієв           | Беги по небу                 | Stayin' Alive                  | Тамара Гвердцителі |

## Прямі ефіри

### Чвертьфінал
| Випуск | №  | Учасники            | Пісня                                | Тренер             |
| ------ | -- | ------------------- | ------------------------------------ | ------------------ |
| 12     | 1  | Владислав Воловіков | Send Me An Angel                     | Ані Лорак          |
| 12     | 2  | Мегі Гогітідзе      | Лондон                               | Ані Лорак          |
| 12     | 3  | Марлен Карімов      | Скажите девушки подружке вашей       | Ані Лорак          |
| 12     | 4  | Микита Алєксєєв     | Supermassive Black Hole              | Ані Лорак          |
| 12     | 5  | Вагіф Нагієв        | Очи чёрные                           | Тамара Гвердцителі |
| 12     | 6  | Дмитро Єременко     | Crazy in love                        | Тамара Гвердцителі |
| 12     | 7  | Михайло Мирка       | Isabel                               | Тамара Гвердцителі |
| 12     | 8  | Ольга Жмурина       | Earth Song                           | Тамара Гвердцителі |
| 12     | 9  | Ольга Мельник       | Umbrella                             | Сергій Лазарєв     |
| 12     | 10 | Анна Корсун         | Smooth Operator                      | Сергій Лазарєв     |
| 12     | 11 | В'ячеслав Рибіков   | Выхода нет                           | Сергій Лазарєв     |
| 12     | 12 | Юлія Сіренко        | Un-Break My Heart                    | Сергій Лазарєв     |
| 12     | 13 | Ігор Грохоцький     | Can You Feel the Love Tonight        | Святослав Вакарчук |
| 12     | 14 | Василь Міщенко      | Дивлюсь я на небо, та й думку гадаю… | Святослав Вакарчук |
| 12     | 15 | Леонардо Ободоеке   | Young and Beautiful                  | Святослав Вакарчук |
| 12     | 16 | Дарина Кирилко      | Ноченька                             | Святослав Вакарчук |

### Півфінал
| Випуск | №                                               | Тренер                                          | Учасники                                        | Пісня |
| ------ | ----------------------------------------------- | ----------------------------------------------- | ----------------------------------------------- | ----- |
| 13     |                                                 |                                                 |                                                 |       |
| 1      | Тамара Гвердцителі                              | Михайло Мирка                                   | Минає день, минає ніч                           |       |
| 2      | Тамара Гвердцителі                              | Вагіф Нагієв                                    | La Cavatina di Figaro                           |       |
| 3      | Команда Тамари Гвердцителі «История любви»      | Команда Тамари Гвердцителі «История любви»      | Команда Тамари Гвердцителі «История любви»      |       |
| 4      | Святослав Вакарчук                              | Ігор Грохоцький                                 | Unintended                                      |       |
| 5      | Святослав Вакарчук                              | Василь Міщенко                                  | Torna a surriento                               |       |
| 6      | Команда Святослава Вакарчука «Він чекає на неї» | Команда Святослава Вакарчука «Він чекає на неї» | Команда Святослава Вакарчука «Він чекає на неї» |       |
| 7      | Ані Лорак                                       | Марлен Карімов                                  | Elveda                                          |       |
| 8      | Ані Лорак                                       | Мегі-Натіа Гогітідзе                            | Once in the street                              |       |
| 9      | Команда Ані Лорак «Три звичних слова»           | Команда Ані Лорак «Три звичних слова»           | Команда Ані Лорак «Три звичних слова»           |       |
| 10     | Сергій Лазарєв                                  | В'ячеслав Рибіков                               | Grenade                                         |       |
| 11     | Сергій Лазарєв                                  | Ольга Мельник                                   | Колыбельная                                     |       |
| 12     | Команда Сергія Лазарєва «Try»                   | Команда Сергія Лазарєва «Try»                   | Команда Сергія Лазарєва «Try»                   |       |

### Суперфінал
| Випуск        | №                                                                | Тренер                                                           | Учасники                                                         | Пісня |
| ------------- | ---------------------------------------------------------------- | ---------------------------------------------------------------- | ---------------------------------------------------------------- | ----- |
| 14            |                                                                  |                                                                  |                                                                  |       |
| Перша частина |                                                                  |                                                                  |                                                                  |       |
| 1             | Сергій Лазарєв                                                   | Ольга Мельник                                                    | Чарівна скрипка                                                  |       |
| 2             | Тамара Гвердцителі                                               | Михайло Мирка                                                    | O solo mio                                                       |       |
| 3             | Ані Лорак                                                        | Марлен Карімов                                                   | My baby you                                                      |       |
| 4             | Святослав Вакарчук                                               | Ігор Грохоцький                                                  | Summer moved on                                                  |       |
| 5             | Сергій Лазарєв та Ані Лорак "Чом ти не прийшов"                  | Сергій Лазарєв та Ані Лорак "Чом ти не прийшов"                  | Сергій Лазарєв та Ані Лорак "Чом ти не прийшов"                  |       |
| Друга частина |                                                                  |                                                                  |                                                                  |       |
| 6             | Сергій Лазарєв та Ольга Мельник                                  | Сергій Лазарєв та Ольга Мельник                                  | Tell me                                                          |       |
| 7             | Святослав Вакарчук та Ігор Грохоцький                            | Святослав Вакарчук та Ігор Грохоцький                            | Ніч яка місячна                                                  |       |
| 8             | Ані Лорак та Марлен Карімов                                      | Ані Лорак та Марлен Карімов                                      | Freegle                                                          |       |
| 9             | Тамара Гвердцителі та Святослав Вакарчук "Жизнь в розовом цвете" | Тамара Гвердцителі та Святослав Вакарчук "Жизнь в розовом цвете" | Тамара Гвердцителі та Святослав Вакарчук "Жизнь в розовом цвете" |       |
| Третя частина |                                                                  |                                                                  |                                                                  |       |
| 10            | Ані Лорак                                                        | Марлен Карімов                                                   | Desert Rose                                                      |       |
| 11            | Святослав Вакарчук                                               | Ігор Грохоцький                                                  | Мій рідний край                                                  |       |